# Церква святого Михаїла Архангела в Брижаві
Церква Святого Михаїла Архангела в Брижаві сьогодні знаходиться у гміні Бірча Перемишльського повіту Підкарпатського воєводства Польщі.
На місці давнішої церкви 1843 збудували новий дерев'яний храм, що відносився до парафії УГКЦ в Липі. Церква була відновлена на межі ХІХ-ХХ ст. Тоді іконостас 2-ї половини ХІХ ст. розібрали, помістивши ікони на стінах нави. У церкві збереглись настінні розписи, ікона XVIII ст. Христос Навчаючий.
Після вивезення українців в ході операції «Вісла» церква стояла закинутою. У 1970-х роках була відремонтована і використовується віруючими РКЦ без зміни її посвяти. З липня 1982 року Пам'ятка культурної спадщини.